# Teatro Nacional de São Carlos
Pour les articles homonymes, voir São Carlos (homonymie).

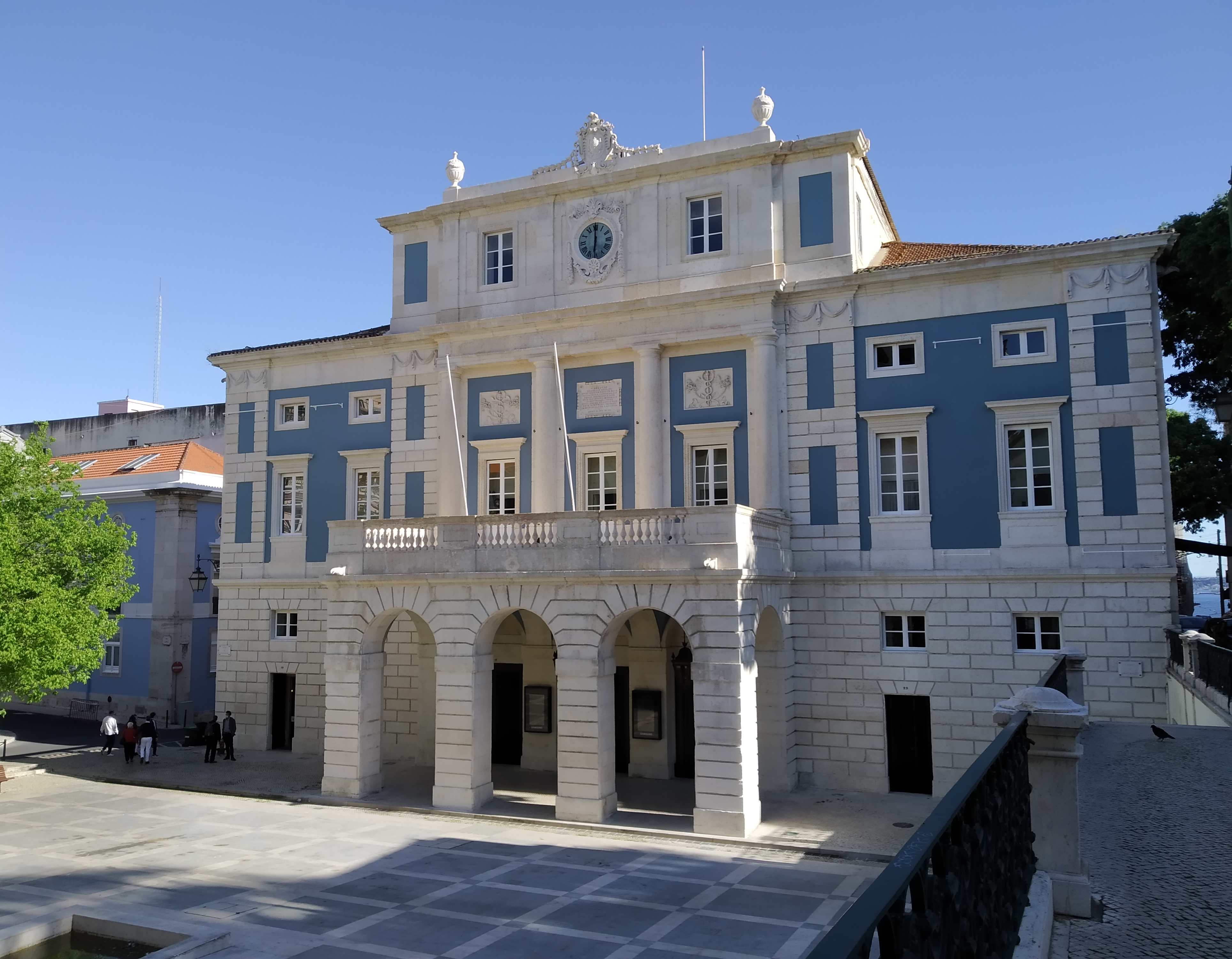
Teatro de São Carlos

Le Teatro Nacional de São Carlos (pron API : /ti'atɾu nɐsiu'naɫ dɨ sɐ̃ũ 'kaɾluʃ/) est la principale salle d'opéra  de Lisbonne, au Portugal. Il a été construit sur les plans de l'architecte José da Costa e Silva, dans le quartier historique du Chiado, en remplacement de l'Opéra du Tage (Teatro Ópera do Tejo), qu'avait détruit le tremblement de terre de 1755. Il a été inauguré le 30 juillet 1793 par la reine Marie Ire. La première représentation a été celle de La Ballerina amante de Domenico Cimarosa.

## Historique

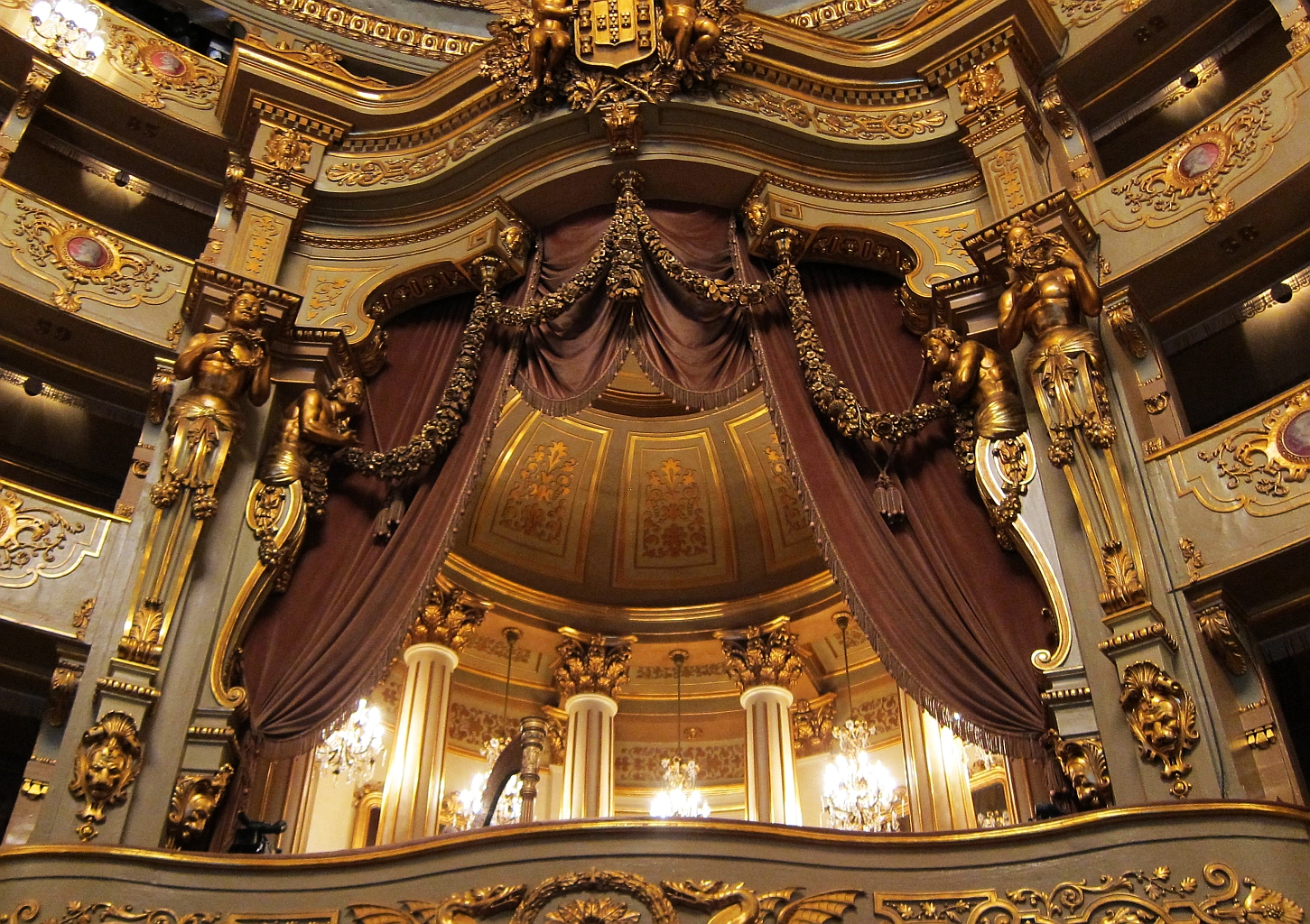
Intérieur du théâtre.

Le théâtre fut construit en seulement six mois d'après le dessin de l'architecte José da Costa e Silva avec des éléments néo-classiques et rococos. Le projet général est clairement inspiré par les grands théâtres comme le théâtre italien de San Carlos (l'intérieur) et la Scala de Milan (façade et intérieur.)
La construction du théâtre en 1792, fut possible en la justifiant comme source de revenus pour une œuvre de charité : la Casa Pia, fondée en 1780 par l'intendant Pina Manique. Ce fut celui-ci, alias, intendant de police et ancien homme de confiance du Premier-ministre Sébastião de Carvalho e Melo qui parvint à en obtenir la permission de la couronne. Derrière la justification officielle, il y avait, cependant, l'intérêt d'ouverture et modernisation de la société portugaise d'un groupe de grands hommes d'affaires de Lisbonne, entre autres, les fermiers du tabac qui s'étaient enrichis à l'époque de Pombal. L'un d'eux, Quinela, fait baron en 1805 (plus tard comte de Farroba et Directeur du propre Real Teatro de São Carlos entre 1838 et 1840) fit don des terrains en échange de la propriété d'une loge de premier ordre, avec annexes et accès privé à la rue et en face de la loge latérale, d'avant scène de la famille royale.
Quarante grands négociants de Lisbonne dont la famille Quintela, avaient déjà eu une influence décisive dans le domaine théâtral, à l'époque de D.José, avec la création d'une société pour l'appui aux théâtres publics (Sociedade para a Sustentação de Teatros Públicos) autorisée par décret royal de 1771. De cette société aboutit le fonctionnement de deux théâtres avec accès payant : Le Teatro da Rua dos Condes consacré à l'opéra italien et le Teatro do Salite pour des drames et comédies en langue portugaise.
En 1755, selon le despotisme éclairé de l'époque, la Cour elle-même fit inaugurer le pompeux Ópera do Tejo, un théâtre de cour, annexe de l'ancien Paço da Ribeira (Palais de la Ribeira) qui ne recevait que des invités. Le Teatro de Ópera construit par l'architecte italien Giovanni Carlo Sicinio Galli da Bibiena (Bologne, 1717- Lisbonne, 1760) ne fonctionna que durant quelques mois avant d'être détruit par le tremblement de terre du 1er novembre 1755. Après l'inauguration du Real Teatro de S. Carlos, l'opéra italien ne fut plus joué au Teatro da Rua dos Condes.
Le théâtre reçu le nom de la princesse D. Carlota Joaquina de Bourbon (Infante d'Espagne) qui arriva au Portugal en 1790 pour se marier avec le futur roi, le prince João Carlos.
L'inscription latine de la plaque commémorative dédie le théâtre à la princesse.
Au début du XIXe siècle, quand la Cour fuit au Brésil pour échapper à l'invasion des troupes napoléoniennes, un théâtre, copié sur le São Carlos fut construit à Rio de Janeiro.
Jusqu'à la chute de la monarchie, le Teatro de São Carlos était habituellement appelée Teatro Italiano ce qui fut plus vrai, après l'instauration de la réforme théâtrale de Garrett (1836) avec l'inauguration en 1846 du Teatro Nacional e Normal (D. Maria II) qui était cependant destiné seulement au théâtre récitatif. Au Teatro Italiano, au contraire, ne se présentaient que les compagnies italiennes et seulement en italien. Non seulement les compositeurs portugais étaient obligés d'écrire leurs livrets en italien ou traduits en italien, mais aussi les opéras français et allemands, y compris Wagner étaient toujours chantés en italien jusqu'en 1908. Ainsi, bien que le Real Teatro de São Carlos était, à l'époque, le théâtre officiel par excellence, surpassant le propre Teatro D. Maria II, c'était la langue italienne qui y l'emportait. Cette pratique était contraire à celle de l'Opéra de Paris où seule était permise la langue française même pour les compositeurs étrangers.
Le projet d'un Teatro Nacional de Ópera fut l'objet d'un décret du Gouvernement de Hintze Ribeiro (1902) prévoyant sa construction à l'endroit actuel du Gouvernement Civil, à côté du S. Carlos. La réalisation du projet confiée à l'initiative privée ne sortit pas du papier.